# Hyssia dilutior
Hyssia dilutior là một loài bướm đêm trong họ Noctuidae.